# بين كينيدي
بين كينيدي (بالإنجليزية: Ben Kennedy)‏ (14 فبراير 1987 نيوكاسل أستراليا - ) هو لاعب كرة قدم أسترالي يلعب كحارس مرمى.

## وصلات خارجية
بين كينيدي على موقع قاعدة بيانات كرة القدم.إي يو (الإنجليزية)
- بين كينيدي على موقع Soccerway.com (الإنجليزية)